# Лупбург
Лупбург (нем. Lupburg) — община в Германии, в земле Бавария. 
Подчиняется административному округу Верхний Пфальц. Входит в состав района Ноймаркт-ин-дер-Оберпфальц.  Население составляет 2320 человек (на 31 декабря 2010 года). Занимает площадь 30,68 км².
Община подразделяется на 2 сельских округа.

## Население
По оценке на 31 декабря 2015 года население общины Лупбург составляет 2365 чел. 

| Дата      | 1840 | 1871 | 1900 | 1925 | 1939 | 1950 | 1961 | 1970 | 1987 | 2011 |
| --------- | ---- | ---- | ---- | ---- | ---- | ---- | ---- | ---- | ---- | ---- |
| Население | 1148 | 1530 | 1321 | 1357 | 1425 | 1683 | 1589 | 1762 | 1979 | 2269 |

| Год       | 1960 | 1970 | 1980 | 1990 | 2000 | 2009 | 2010 | 2011 | 2012 | 2013 | 2014 | 2015 |
| --------- | ---- | ---- | ---- | ---- | ---- | ---- | ---- | ---- | ---- | ---- | ---- | ---- |
| Население | 1578 | 1722 | 1854 | 2120 | 2270 | 2335 | 2320 | 2302 | 2313 | 2327 | 2358 | 2365 |

## Достопримечательности
- Замок Лупбург